# Frühlings-Wollafter

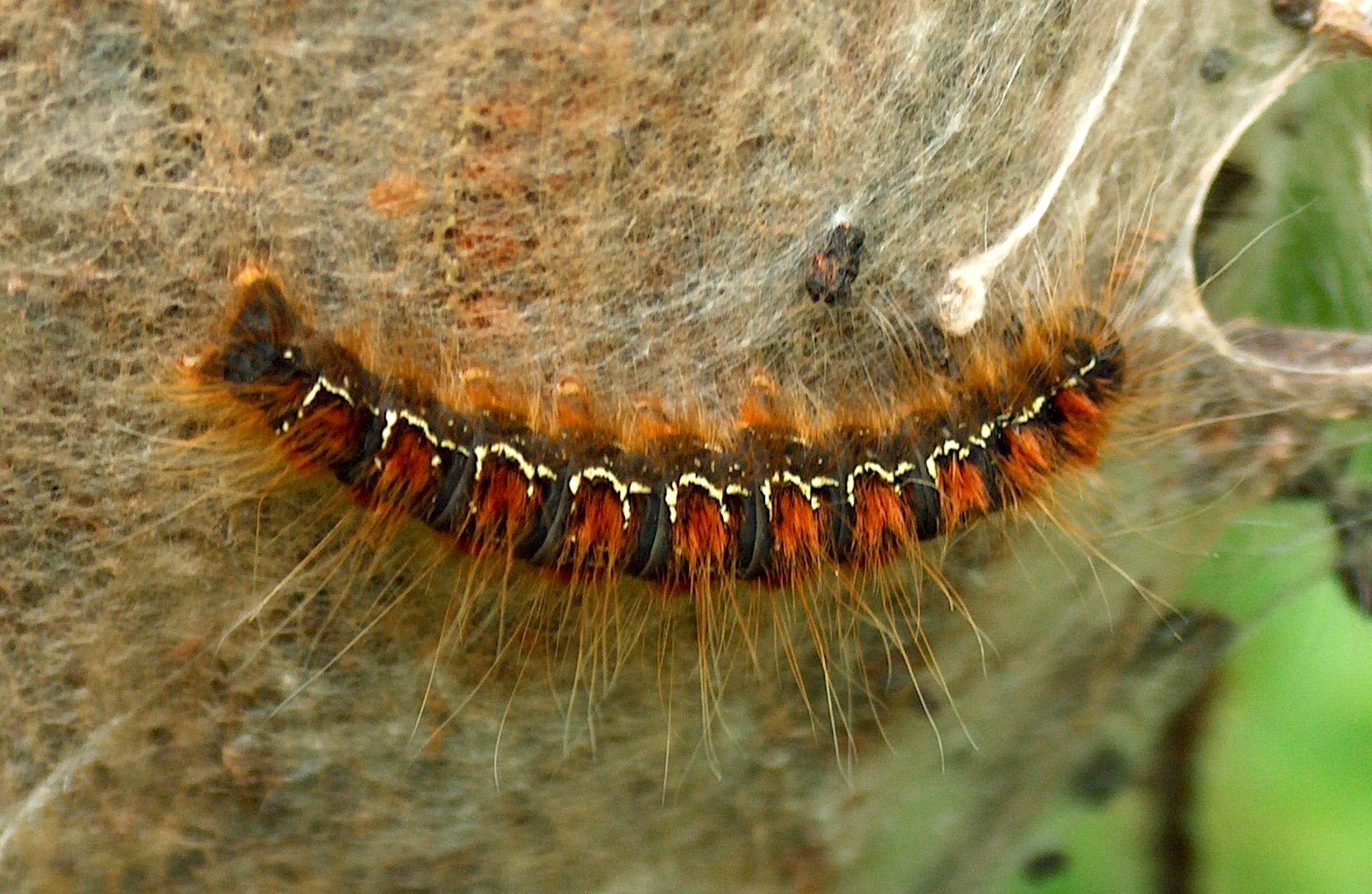
Raupe des Frühlings-Wollafters

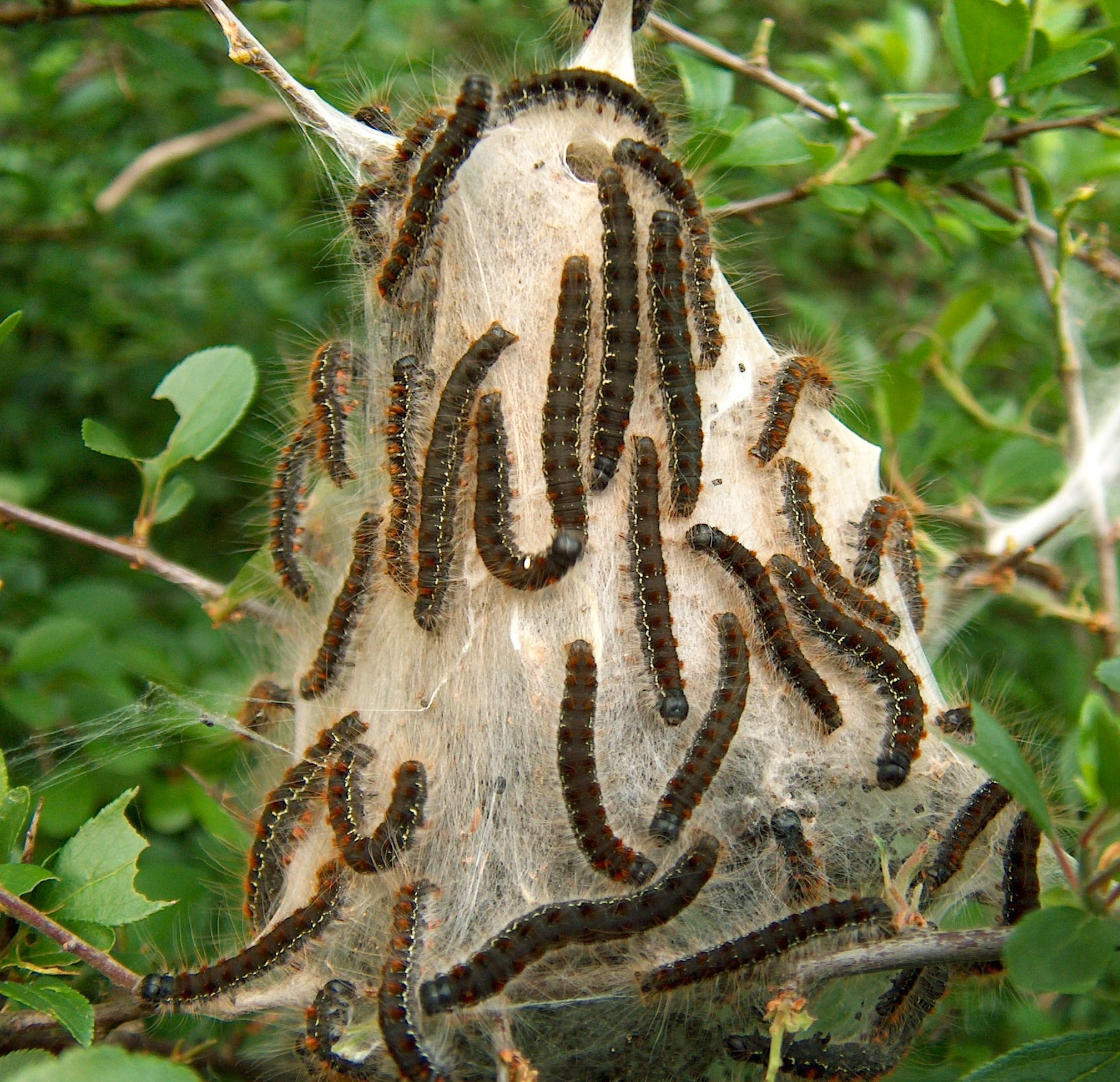
Raupen mit Gespinst

Der Frühlings-Wollafter (Eriogaster lanestris) ist ein Schmetterling (Nachtfalter) aus der Familie der Glucken (Lasiocampidae).

## Merkmale
Die Falter erreichen eine Flügelspannweite von 30 bis 35 Millimetern. Die Grundfarbe der Vorderflügel ist dunkel rotbraun. Am Flügelansatz und nahe der Flügelmitte befinden sich zwei leuchtend weiße Flecken, wobei der Fleck am Flügelansatz bei den Männchen meist U- oder ringförmig und etwas größer als bei den Weibchen ausgebildet ist. Das hintere Flügeldrittel ist durch eine weiße, leicht gewellte und manchmal etwas undeutliche Querlinie abgetrennt und ist weiß gestäubt. Die Hinterflügel sind ebenfalls dunkel rotbraun und haben einen weißen Rand. Die Weibchen haben einen mit dichtem, grauem Haar bedeckten Afterbusch („Wollafter“). Beide Geschlechter haben um den Flügelansatz einen dichten Pelz aus graubraunen Haaren, der sich über den Kopf, die Flügelbasis, und an der Unterseite über die Beine ausbreitet.
Die Raupen werden ca. 45 Millimeter lang und sind schwarz gefärbt. Sie haben lange, weiße, am Ansatz leicht rötliche Haare, besonders auf den Seiten und vereinzelt am Rücken und paarweise angeordnete, rostrote, kurze Haarbüschel beiderseits des Rückens. An den Seiten tragen sie manchmal gelblich weiße Punkte oder längliche Flecken.

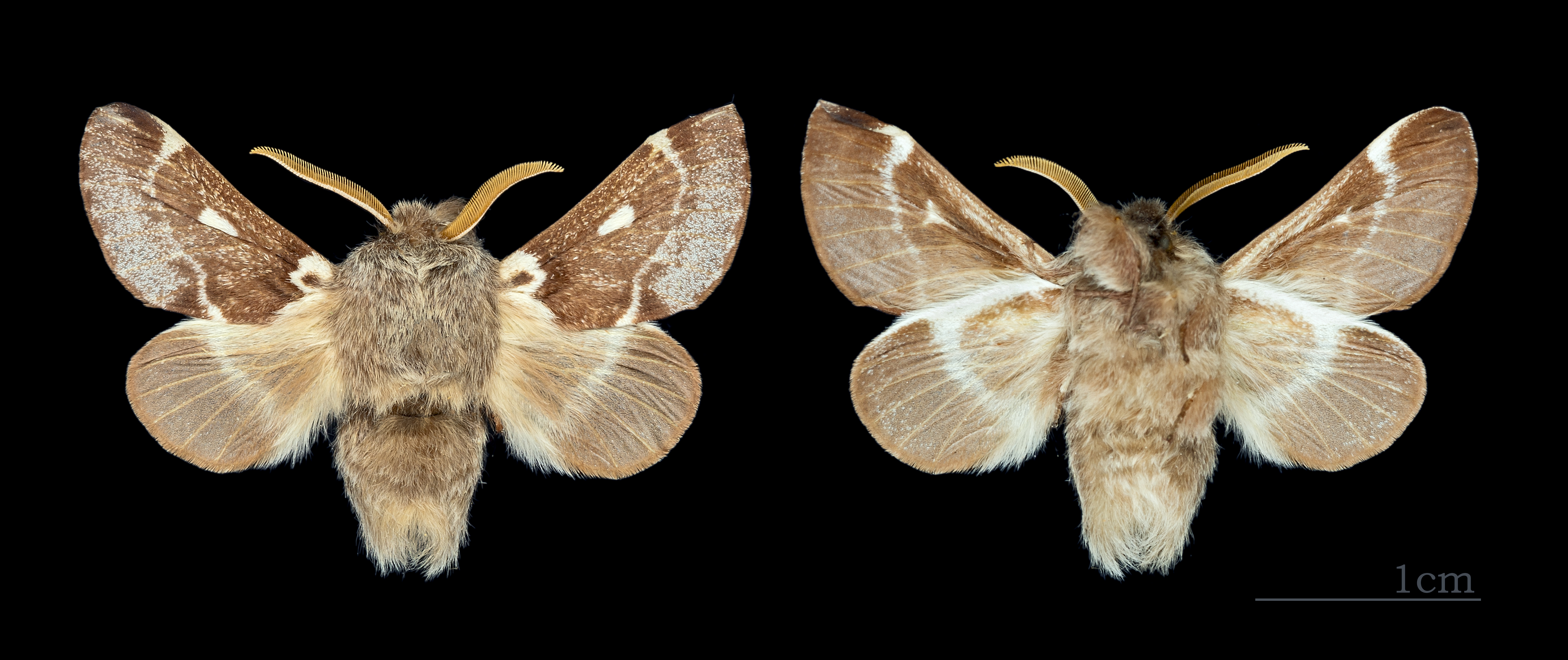
♂
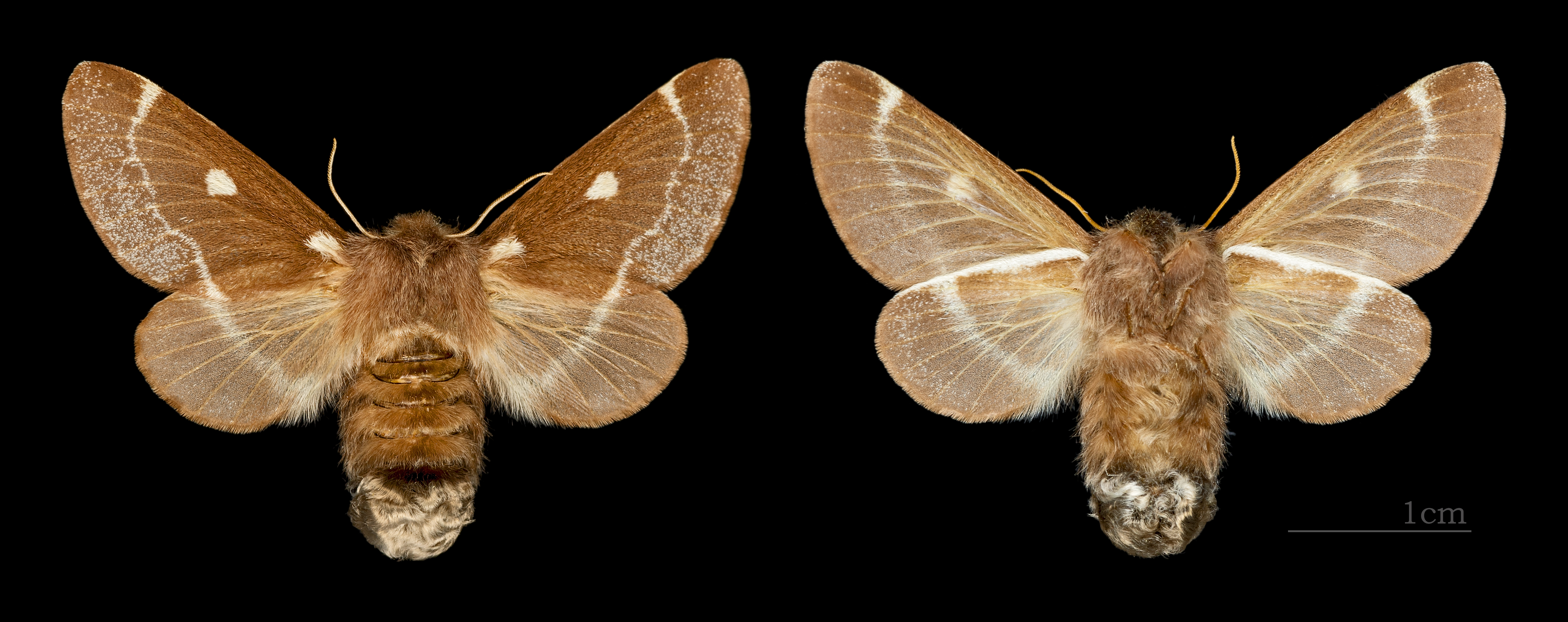
♀

### Ähnliche Arten
- Alpen-Wollafter (Eriogaster arbusculae)
- Hecken-Wollafter (Eriogaster catax)

## Vorkommen
Die nachtaktiven Tiere kommen in fast ganz Europa außer dem hohen Norden und Teilen des Mittelmeergebietes vor. Östlich reicht ihre Verbreitung bis an den Amur. Sie leben an Waldrändern und im verbuschten Gelände, aber auch in Alleen und Parks. Sie waren in ganz Mitteleuropa weit verbreitet, sind aber mittlerweile vielerorts verschwunden und gefährdet.

## Lebensweise

### Flug- und Raupenzeiten
Die Falter fliegen in einer Generation temperaturabhängig von Mitte März bis Mitte April. Die Raupen findet man von Mai bis Juli.

### Nahrung der Raupen
Die Raupen ernähren sich von verschiedenen Laubbaum- und Straucharten, besonders von Hänge-Birke (Betula pendula) und Schlehe (Prunus spinosa), aber auch von Eberesche (Sorbus aucuparia), Salweide (Salix caprea) und Eingriffeligem Weißdorn (Crataegus monogyna).

## Entwicklung
Die Weibchen legen ihre Eier entlang von dünnen Ästchen und überdecken sie mit den langen Haaren ihres Afterbusches, um sie vor Fressfeinden zu schützen. Die Raupen leben zwischen Mai und Juni gemeinsam in einem großen, weißen Gespinst, das meist sackförmig von der Pflanze hängt. Sie fressen in Gemeinschaft und ziehen sich danach in ihre Behausung zurück. Erst am Ende ihrer Entwicklung werden sie Einzelgänger. Sie verpuppen sich am Boden in einem braunen ovalen Kokon. Auffällig an diesem sind zwei symmetrische Löcher, die als Atemöffnungen dienen. Die Falter schlüpfen nach einer Überwinterung bereits sehr früh im Jahr, die Tiere überliegen aber auch gelegentlich und schlüpfen dann erst nach bis zu sieben Jahren.